# Луїза Фернанда Іспанська
Марія Луїза Фернанда Іспанська також Луїза Фернанда де Бурбон (ісп. Luisa Fernanda de Borbón; (нар. 30 січня 1832 — пом. 2 лютого 1897) — іспанська інфанта з династії Бурбонів, донька короля Іспанії Фердинанда VII та принцеси Обох Сицилій Марії-Христини, дружина принца Орлеанського Антуана де Монпасьє.

## Біографія
Луїза Фернанда народилася 30 січня 1831 року у Мадриді. Вона була другою дитиною та другою донькою в родині короля Іспанії Фердинанда VII та його четвертої дружини Марії-Христини Сицилійської. Дівчинка мала старшу сестру Ізабеллу.
Батько помер, коли Луїзі Фернанді було півтора року. Королевою Іспанії стала її старша сестра під регентством матері. За кілька років перед цим була прийнята Прагматична санкція, яка відміняла салічний закон. Незгодні із нею прибічники Карлоса де Бурбона розпочали після смерті Фердинанда Першу карлістську війну, яка закінчилася їхньою поразкою у 1840 році.
Вихованням інфант займалися поет Мануель Хосе Кінтана-і-Лоренцо, ритор і юрист Агустін Аргуельес і Хуана Вега. На думку цих вихователів принцеси не мали належного для свого віку виховання, що виявлялося в байдужості до релігії, неуважності та інертності.
У віці 14 років Луїза Фернанда була видана заміж за 22-річного герцога Антуана де Монпасьє. Весілля відбулося 10 жовтня 1846 у Королівському палаці Мадрида і було подвійнимː в цей же час вінчалися королева Ізабелла із герцогом Франсіско Кадісським.
Спочатку пара мешкала у Парижі, а у 1849 році вони придбали палац Сан-Тельмо в Севільї, який став їхньою офіційною резиденцією. В якості літньої домівки було обрано Санлукар-де-Баррамеда. Невдовзі там почалося будівництво палацу Орлеанів-Бурбонів, яке було завершено у 1870.
У подружжя народилося дев'ятеро дітей. Через постійні претензії Антуана на трон Іспанії відносини із сестрою у Луїзи Фернанди були напруженими. У 1868 році в Іспанії відбулася «Славна революція», яка призвела до зречення Ізабелли. Подружжя продовжило жити в Іспанії, і Антуан всіляко намагався стати королем. Проте після дуелі в Леганесі з Енріко Севільським у березні 1870 року він був покараний місяцем висилки з Мадрида та штрафом. В цей час кортеси обрали новим королем Іспанії Амадея Савойського. Після його зречення у 1873 Антуан відмовився від спроб здобути корону та жив надалі як приватна особа. Він помер у лютому 1890. Луїза Фернанда пережила чоловіка на сім років і пішла з життя 2 лютого 1897. Похована у Пантеоні інфантів у Королівській крипті Ескоріалу.

## Нагороди
- Орден Королеви Марії Луїзи № 270 (Іспанія), (7 лютого 1832);
- Орден Зіркового хреста (Австро-Угорщина).

## Родина
Чоловік — Антуан де Монпасьє
Дітиː

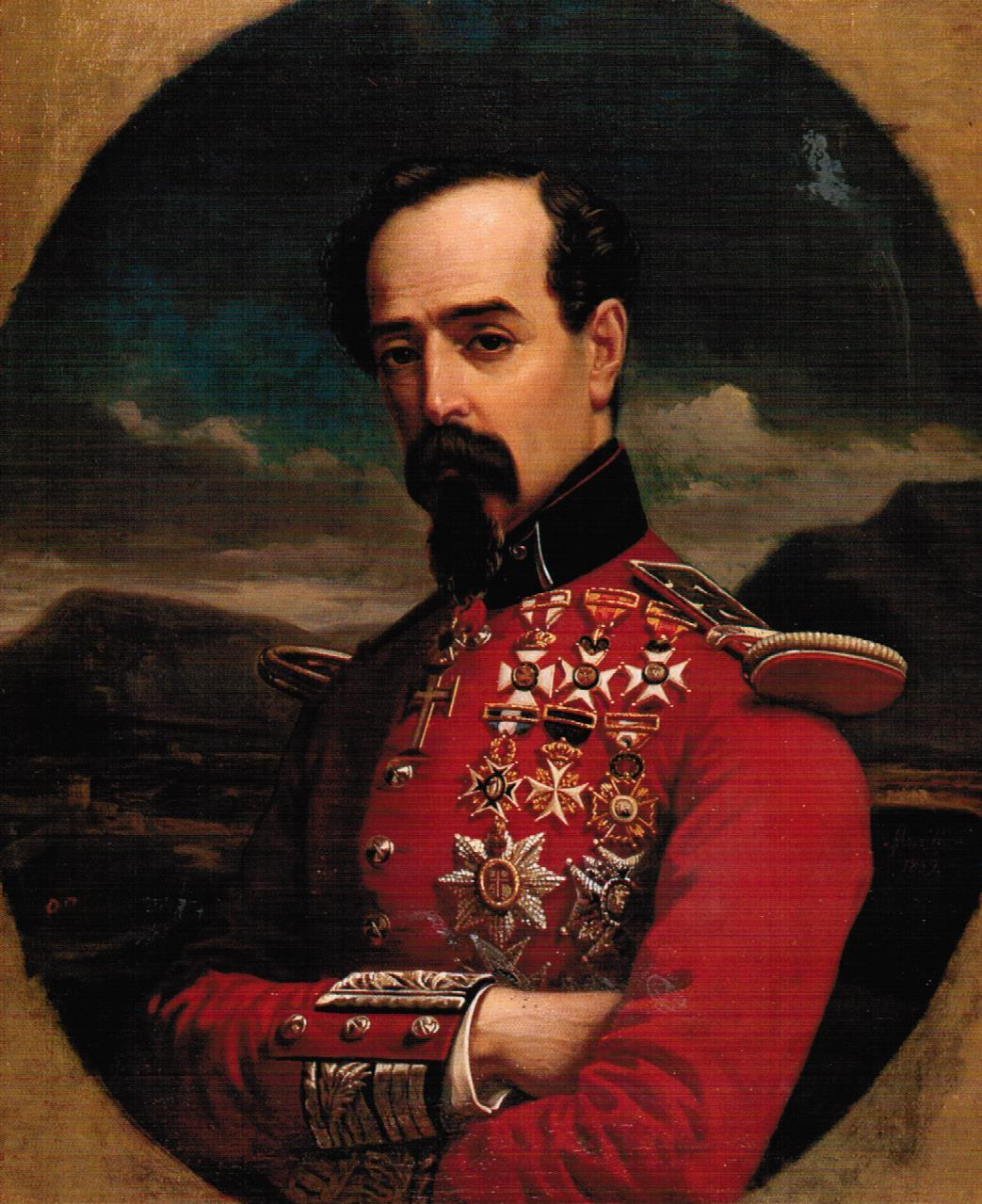
Антуан де Монпасьє, 1859

- Марія Ізабелла (1848—1919) — дружина Луї-Філіпа Орлеанського графа Паризького, мала восьмеро дітей;
- Марія Амалія (1851—1870) — померла від сухот у віці 19 років, одружена не була, дітей не мала;
- Марія Христина (1852—1879) — потенційна наречена короля Іспанії Альфонса XII, одружена не була, дітей не мала;
- Марія де ла Регла (1856—1861) — прожила 4 роки;
- Фернандо (1859—1873) — прожив 14 років, помер від віспи;
- Марія де лас Мерседес (1860—1878) — дружина короля Іспанії Альфонса XII, дітей не мала;
- Феліпе (1862—1864) — прожив півтора року;
- Антоніо (1866—1930) — герцог Галлієра, був одруженим із інфантою Еулалією Іспанською, мав двох синів;
- Луїс (1867—1874) — прожив 7 років.